# Ragazza di Yde

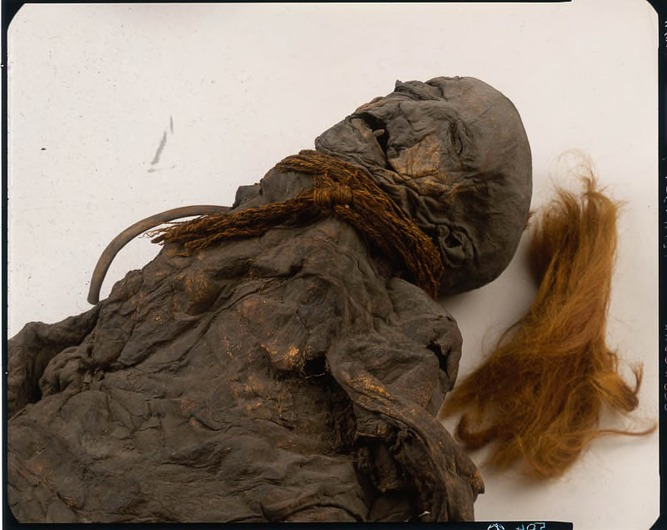
Ragazza di Yde

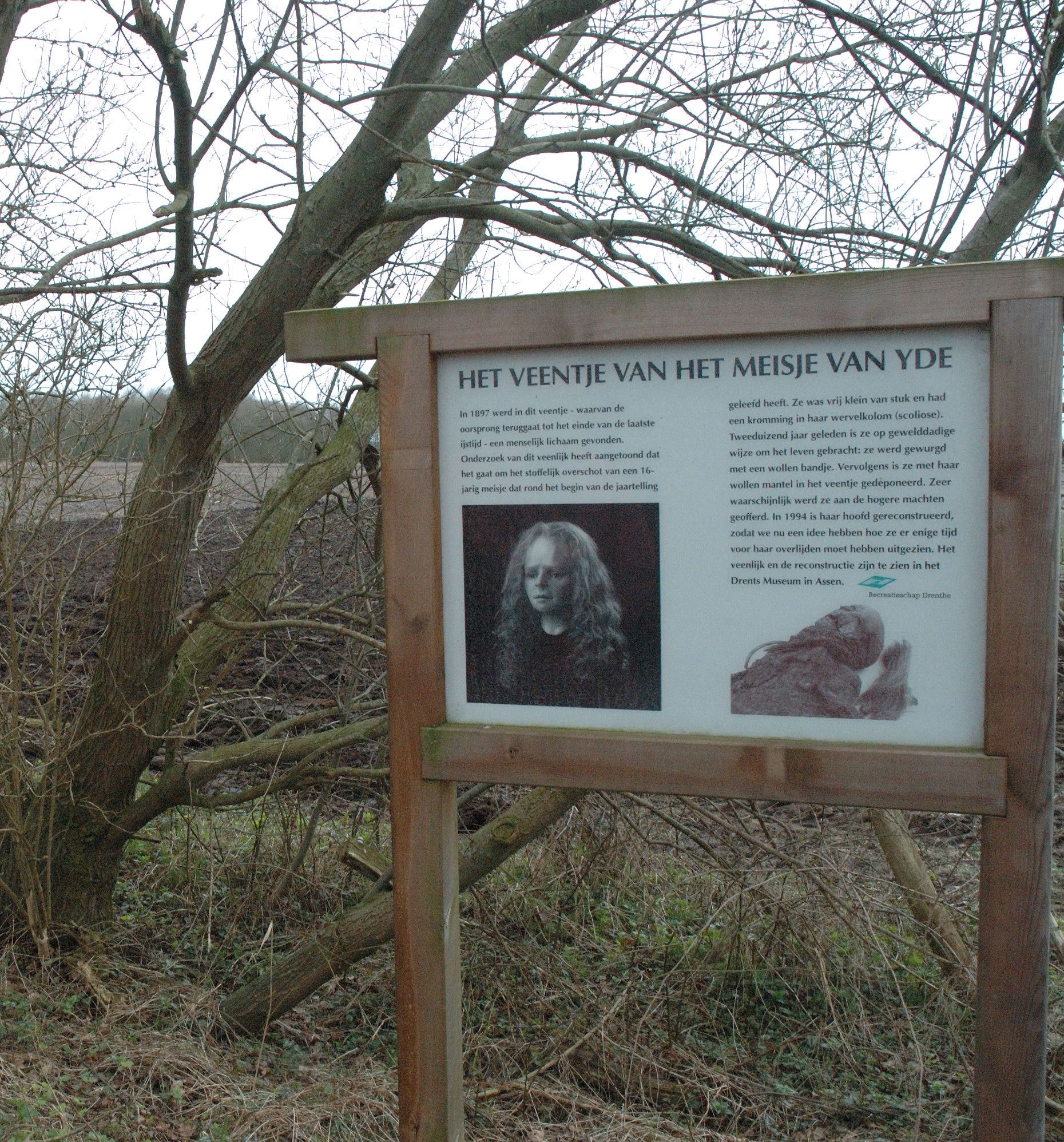
Il punto esatto ove venne rinvenuto il corpo.

La Ragazza di Yde (pronunciato come ii-dah) è una mummia di palude rinvenuta nella torbiera di Stijfveen, vicino al villaggio di Yde, Paesi Bassi. Il corpo venne rinvenuto il 12 maggio 1897 in perfette condizioni (specialmente i capelli), ma quando venne consegnato alle autorità locali, un paio di settimane più tardi, il suo stato era gravemente peggiorato.
L'esame al carbonio 14 indica che la ragazza morì tra il 54 a.C. e il 128 d.C., a circa 16 anni di età. Notevoli sono i suoi lunghi capelli biondo-rossicci, che furono rasati da un solo lato della testa poco prima della morte. Bisogna comunque precisare che recenti studi effettuati sulla mummia di palude Windeby I, sembrano indicare che la parte rasata della testa, visibile in altri ritrovamenti del genere, possa derivare da fenomeni naturali; probabilmente il lato che risulta "rasato" fu più esposto all'aria e di conseguenza i capelli di quel lato non subirono il processo di conservazione. Ulteriori esami medici hanno messo in evidenza che la ragazza soffriva di scoliosi.
Al momento della scoperta, il corpo era avvolto in un mantello di lana mentre al collo portava avvolta una fune, particolare che indica che la ragazza venne uccisa o sacrificata. Inoltre le fu inferta una coltellata vicino alla clavicola, ma non si è riusciti a capire se tale ferita fu causa della sua morte. Come per tutte le mummie di palude, il perfetto stato di conservazione del corpo è dovuto alla grande quantità di acido tannico disciolto nell'acqua di palude. Al momento della scoperta, durante le fasi di scavo, accidentalmente il corpo venne rotto in due parti, distruggendo di fatto il busto della ragazza. Successivamente i resti vennero esposti al museo, ma non si effettuarono ulteriori studi fino al 1992 quando Richard Neave, dell'università di Manchester, eseguì una TAC del cranio, determinando così la sua età e il momento della morte. La Ragazza di Yde divenne nota a livello internazionale quando Neave rese pubblica la ricostruzione del suo volto, effettuata utilizzando tecniche di chirurgia plastica e di patologia criminale; oggi il corpo e il volto ricostruito possono essere visitati al Drents Museum, Assen.